# 短穗山羊草
短穗山羊草（学名：Aegilops triaristata），为禾本科山羊草属下的一个植物种。

## 原產地
- 科西嘉
- 爱琴海诸岛
- 撒丁岛
- 西西里岛
- 突尼西亞
- 南高加索
- 保加利亚
- 西班牙
- 阿尔瓦尼亚
- 伊朗
- 葡萄牙
- 南斯拉夫
- 利比亚
- 利巴諾
- 伊拉克